# Carnivore (Body-Count-Album)
Carnivore ist das siebte Studioalbum der US-amerikanischen Rap-Metal-Band Body Count, das 2020 bei Century Media erschien und von Body Count gemeinsam mit Will Putney produziert wurde.

## Hintergrund
Carnivore erschien 2020 und damit drei Jahre nach dem letzten Album Bloodlust. Wie bei diesem und dem Vorgänger Manslaughter bestand die Besetzung aus den beiden Gründungsmitgliedern Ice-T und Ernie C (Gitarre) sowie dem Bassisten Vincent Price, dem Gitarrist Juan of the Dead und dem Schlagzeuger Will Ill.
Für das Album setzte die Band erneut auf ihren bekannten und oft kritisierten Crossover-Stil aus Hardcore-Rap und Heavy Metal. Laut.de beschreibt die Musik wie folgt: „Musikalisch haben Body Count die Erfolgsformel ihres modernen Meisterwerks "Bloodlust" nur in Nuancen verändert. Der Sound wirkt härter, Spielereien wurden zurückgeschraubt. Ausgedehnte Gitarrensolos wie in ‚Point the Finger‘ bleiben die Ausnahme. Stattdessen steht Ice-Ts gebrüllter Rap im Vordergrund. Selbst wer die Texte nicht versteht, spürt den Zorn.“ Auf dem Album gibt es zudem mit Jamey Jasta von Hatebreed, Amy Lee von Evanescence und Riley Gale von Power Trip erneut mehrere Gastmusiker bekannter Rock- und Metalbands. Mit dem Lied Ace of Spades von Motörhead ist eine Coverversion enthalten, die mit einem gesprochenen Tribute an den verstorbenen Sänger Lemmy Kilmister (Rest in Peace) eingeleitet wird. Das Lied When I'm Gone, bei dem Amy Lee die Gesangsstimme übernahm, schrieb Ice-T zudem für den 2019 ermordeten Rapper Nipsey Hussle. Mit Colors 2020 ist zudem eine Coverversion des Rap-Songs Colors von Ice-T aus dem Jahr 1988 vorhanden.

## Resonanz
Carnivore war wie der Vorgänger international erfolgreich und war in mehreren nationalen Hitparaden vertreten, in den amerikanischen Billboard 200 stieg es jedoch nicht ein. In Deutschland stieg das Album dagegen in den Deutschen Albumcharts bis in die Top 10 auf Rang 5 und konnte sich für drei Wochen in den Charts halten. In der Schweiz stieg das Album auf Platz 10 und war ebenfalls drei Wochen in der Hitparade und in Österreich stieg es auf Platz 8 und blieb zwei Wochen in den Charts.
Wie der Vorgänger Bloodlust konnte Carnivore in den Medien deutlich besser überzeugen als deren Vorgängeralben, erneut wurde jedoch die Innovation vermisst. Laut Laut.de „knallt [das Album] genauso gut wie ‚Bloodlust‘. Der Überraschungseffekt bleibt allerdings aus. Zudem mangelt es der Platte an Fleisch. Fans erhalten nur 28 Minuten frische Musik.“ Ähnlich beschreibt die Visions das Album. Sie bezeichnet es als „zweieiigen Zwilling zum Vorgänger Bloodlust“. Sie resümieren zu dem Konzept: „Und was soll man sagen: Ice-Ts Kalkül geht voll auf, weil Body Count wie auf dem Vorgänger endlich einen Sound und eine Produktion gefunden haben, die sie nicht mehr wie eine Funk-Band klingen lässt, die jetzt Metal spielen soll […] sondern wie eine echte Metal-Band.“ Zugleich schreiben sie: „Auf dieser Folie betrachtet, ist Body Counts störrische Weigerung, musikalisch irgendetwas zu verändern, vielleicht das Konsequenteste was sie tun können und weniger materialistisch als zu vermuten: Gesellschaftlichem Stillstand begegnet die Band so lange damit, ihr erstes Album wieder und wieder aufzunehmen, bis sich endlich etwas ändert.“
Das Lied Bum-Rush wurde bei den Grammy Awards 2021 in der Kategorie Best Metal Performance nominiert.

## Titelliste
Das Album enthält 11 Lieder:
1. Carnivore – 3:12
2. Point the Finger (Featuring Riley Gale) – 2:38
3. Bum-Rush – 3:23
4. Ace of Spades – 3:00 (Motörhead-Cover)
5. Another Level (Featuring Jamey Jasta) – 4:12
6. Colors 2020 – 4:25
7. No Remorse – 3:13
8. When I'm Gone (Featuring Amy Lee) – 4:35
9. Thee Critical Beatdown – 3:12
10. The Hate Is Real – 4:01
11. 6 in tha Morning – 2020 (Unreleased Demo)	3:31  (Bonustrack)

Auf der Deluxe-Edition sind zudem zwei weitere Live-Versionen und eine CD mit Instrumentalstücken vorhanden:
Live-Versionen
1. No Lives Matter (Live in Australia 2017)
2. Black Hoodie (Live in Australia 2017)

Instrumentals
1. Carnivore
2. Point the Finger
3. Bum-Rush
4. Another Level
5. Colors 2020
6. No Remorse
7. When I'm Gone
8. Thee Critical Beatdown
9. The Hate Is Real
10. 6 in tha Morning – 2020

## Belege
1. 1 2  Body Count – Carnivore bei Discogs; abgerufen am 8. August 2020.
2. 1 2  Stefan Mertlik: Body Count – Carnivore auf laut.de; abgerufen am 8. August 2020.
3. 1 2  Body Count – Carnivore (Album). offiziellecharts.de, abgerufen am 8. August 2020.
4. 1 2  Body Count – Carnivore (Album). hitparade.ch, abgerufen am 8. August 2020.
5. 1 2  Body Count – Carnivore (Album). austriancharts.at, abgerufen am 8. August 2020.
6. ↑  Body Count. billboard.com, abgerufen am 8. August 2020.
7. ↑  Florian Schneider: Body Count – Carnivore auf visions.de; abgerufen am 8. August 2020.
8. ↑  GRAMMY AWARDS 2021: IN THIS MOMENT, BODY COUNT, CODE ORANGE, POWER TRIP Among 'Best Metal Performance' Nominees. Blabbermouth.net, abgerufen am 29. November 2020 (englisch).
9. ↑  Body Count – Carnivore (Deluxe Edition) bei Discogs; abgerufen am 8. August 2020.